# Cinderella's Twin

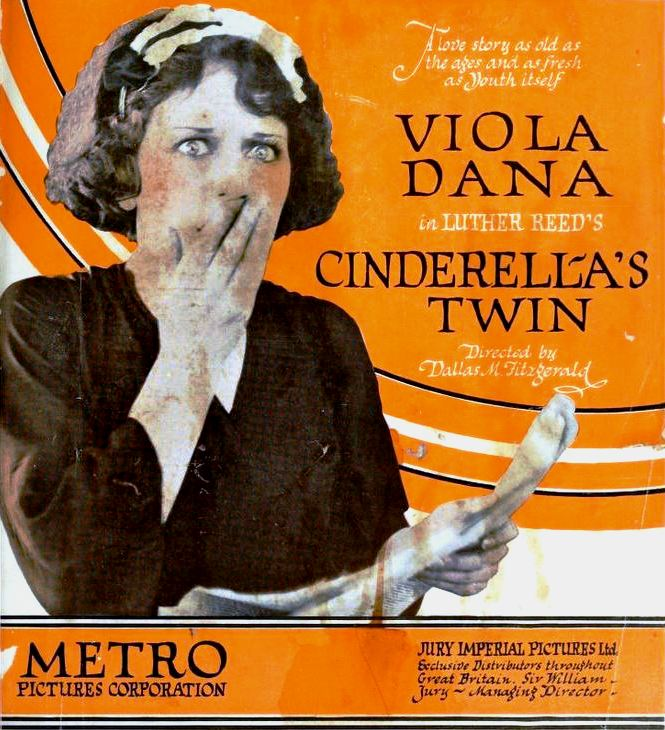
Annonce pour le film dans Wid's Daily.

Cinderella's Twin est un film américain réalisé par Dallas M. Fitzgerald, sorti en 1920.

## Fiche technique
- Réalisation : Dallas M. Fitzgerald
- Scénario : Luther Reed d'après une de ses histoires, inspirée du compte Cendrillon[1].
- Producteur : 	Bayard Veiller
- Photographie : John Arnold
- Production : Metro Pictures
- Distributeur : Metro Pictures
- Durée : 6 bobines
- Date de sortie : 27 décembre 1920

## Distribution

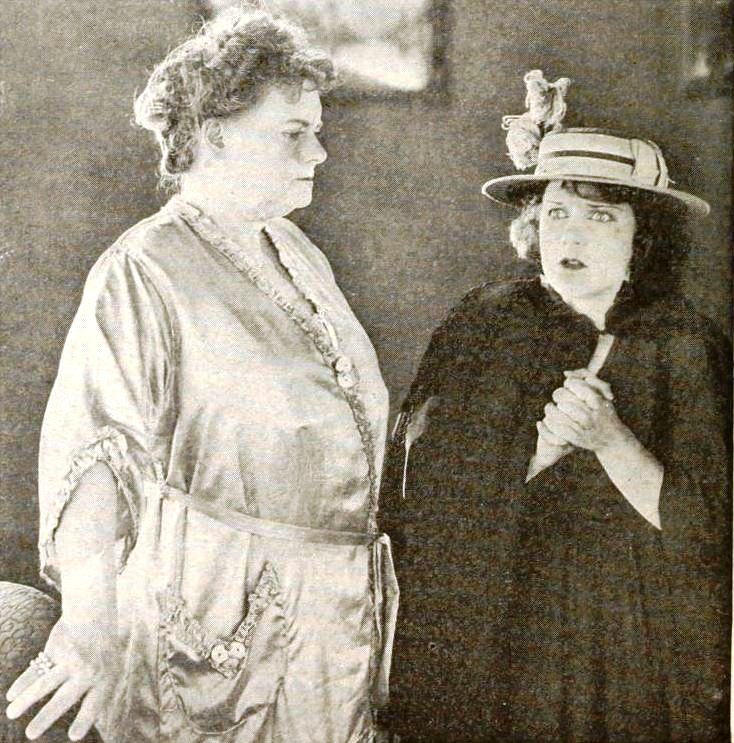
Victory Bateman et Viola Dana dans une scène du film.

- Viola Dana : Connie McGill
- Wallace MacDonald : Prentice Blue
- Ruth Stonehouse : The Lady
- Cecil Foster : Helen Flint
- Edward Connelly : Pa Du Geen
- Victory Bateman : Ma Du Geen
- Gertrude Short : Marcia Valentine
- Irene Hunt : Gwendolyn Valentine
- Edward Cecil : Williams
- Calvert Carter : Boggs